# يوهانيسكيرشن
بَلدَة يُوهانيسكيرشِن (بالأَلمانِيَّة: Gemeinde Johanniskirchen) هي بَلدَة أَلمانِيَّة في مِنطَقَة غُوتّال-إِن التَّابِعة لمُحافظة باڤارِيا السُّفلَى في وِلاَية باڤارِيا في جُمهُوريَّة أَلمَانيَا الاِتّحاديّة بمِساحة تُقَدَّر بحَوالَي 41 كم².

## وُصلات خارجيّة
- الصّفحة الرّسميّة لِبَلدَة يُوهآنيسكيرشِن (باللُّغَةُ الألمانِيّة).

## مَراجع
1. ↑  Bayerisches Landesamt für Statistik, ed. (1991), Amtliches Ortsverzeichnis für Bayern (بالألمانية), München: Bayerisches Landesamt für Statistik, p. 224, QID:Q15707237
2. ↑  "Alle politisch selbständigen Gemeinden mit ausgewählten Merkmalen am 31.12.2018 (4. Quartal)" (بالألمانية). Statistisches Bundesamt. Archived from the original on 2019-03-10. Retrieved 2019-03-10.
3. ↑  Alle politisch selbständigen Gemeinden mit ausgewählten Merkmalen am 31.12.2023 (بالألمانية), Statistisches Bundesamt, 28. Oktober 2024, QID:Q131220759, Archived from the original on 17 November 2024 {{استشهاد}}: تحقق من التاريخ في: |publication-date= (help)
4. ↑  Bayerisches Landesamt für Statistik, ed. (1991), Amtliches Ortsverzeichnis für Bayern (بالألمانية), München: Bayerisches Landesamt für Statistik, p. 223, QID:Q15707237
5. 1 2  "Timezone and DST in Germany" (بالإنجليزية). Retrieved 2025-05-05.
6. ↑  GeoNames (بالإنجليزية), 2005, QID:Q830106